# 大迫一平
大迫 一平（おおさこ いっぺい、1981年9月24日 - ）は、日本の俳優。神奈川県出身。PU-PU-JUICEを経て株式会社CES所属。
過去には舞台にて数々の主演公演を務め、現在では映画やドラマなど映像への出演が多い。

## 人物
野球が特技で小・中・高とキャプテンを務める。守備は外野。趣味として乗馬や殺陣。俳優仲間とキックの会（キックボクシング）を定期的に行っているほか、登山や草野球など。

## 出演

### 映画
- ドラッグストアガール（本木克英監督、2004年）
- OVER（原田裕司監督、2005年）
- 中学生日記（山下敦弘監督、2005年）
- ラフ（大谷健太郎監督、2006年）
- Crisper（今泉力也監督、2007年）
- 微熱 ぬるま（今泉力也監督、2007年）
- LIFE IS VERYSHORT（大谷健太郎監督、2008年）
- ひゃくはち（森義隆監督/ファントムフィルム、2008年）
- 東京うんこ（村松英治監督、2009年） - 準主役
- サムライ・ダッシュ（山本浩貴監督/マーブルフィルム、2011年） - 主演 ※ゆうばり国際ファンタスティック映画祭、フォアキャスト部門
- 苦顔（原田裕司監督、2012年）
- コーヒー（原田裕司監督、2012年）
- 冬のアルパカ（原田裕司監督、2012年）
- 宇宙兄弟（森義隆監督/東宝、2012年）
- 図書館戦争（佐藤信介監督/東宝、2013年）
- 万能鑑定士Q -モナ・リザの瞳-（佐藤信介監督、2014年）
- 迷宮カフェ（帆根川廣監督、2015年）
- 食堂（伊東淳監督）※「ショートショートフィルムフェスティバル＆ASIA2014」　オフィシャルコンペティションノミネート上映作品
- 図書館戦争-THE LAST MISSION-（佐藤信介監督/東宝、2015年）
- シマウマ（橋本一監督/東映）
- アイアムアヒーロー（佐藤信介監督/東宝）
- シン・ゴジラ（2016年）[3]
- デスノート Light up the NEW world（佐藤信介監督/ワーナー・ブラザース映画、2016年） - 浦上衛
- 大仏廻国 The Great Buddha Arrival - 田中（横川寛人監督/3Y、2018年）[4]
- BLEACH 死神代行篇（佐藤信介監督/ワーナー・ブラザース映画、2018年） - 通行人
- 星に語りて（松本動監督、2018年） - 消防隊員
- キングダム（2019年/東宝）
- ピア〜まちをつなぐもの〜（2019年） - 加藤哲夫
- 僕はイエス様が嫌い（奥山大史監督/ショウゲート、2019年） - 割田浩昭 役
- ネズラ1964（横川寛人監督/3Y/KADOKAWA、2020年） - シゲオ[5]
- 遠くへ、もっと遠くへ（いまおかしんじ監督/レジェンド・ピクチャーズ、2022年）
- ダラダラ（山城達郎監督、2022年）
- 罪と悪（齊藤勇起監督、2024年）[6]
- あこがれの色彩（小島淳二監督/スタジオレヴォ、2024年）[7]
- 白昼夢（山城達郎監督/アルバトロス・フィルム、2025年公開予定）[8]

### テレビドラマ
- 恋のから騒ぎ ドラマスペシャル「尽くす女」（日本テレビ）
- 怨み屋本舗 REBOOT 第3話（2009年、テレビ東京）
- タンブリング 第4話（2010年、TBS）
- 新参者 第7話／10話（最終回）（2010年、TBS）
- リアル鬼ごっこ 第7話（2013年、テレビ埼玉、テレビ神奈川、千葉テレビ）
- BORDER 第2話（2014年、テレビ朝日）
- 金曜ナイトドラマ「死神くん」第6話（2014年、テレビ朝日）
- 土曜ワイド劇場「警視庁・捜査一課長3」（2014年、テレビ朝日）
- 金曜ナイトドラマ「匿名探偵」第9話（2014年、テレビ朝日）
- 木曜ドラマ「ビンタ!〜弁護士事務員ミノワが愛で解決します〜」（2014年、日本テレビ）
- BSジャパン開局15周年特別企画「松本清張ミステリー時代劇」第7話（2015年、BSジャパン）
- 図書館戦争 BOOK OF MEMORIES（2015年、TBS）
- 僕のヤバイ妻（2016年、フジテレビ） - 柴崎修
- BS時代劇「大岡越前3」第4話（2016年、NHK-BS）
- 男と女のミステリー時代劇（2016年、BSジャパン） - 佐久間卯之助
- 絶狼-ZERO- -DRAGON BLOOD-（2017年、テレビ東京） - オキナ
- 科捜研の女 Season16 第15話（2017年、テレビ朝日） - 萩野優介
- 山本周五郎時代劇 武士の魂（2017年、BSジャパン） - 佐藤主計
- 西郷どん（2018年、NHK）
- 月曜プレミア8 「越境捜査」（2020年、テレビ東京） - 細野尚久
- 青のSP-学校内警察・嶋田隆平- 第3話（2021年、関西テレビ・フジテレビ） - 高山
- TOKYO VICE 第2話（2022年、HBO Max・WOWOW） - ナカムラ
- 超特急、地球を救え。（2022年、テレビ東京） - マネージャー
- 特捜9 season6 第5話（2023年、テレビ朝日） - 槇村俊平
- ヒロシの心霊キャンプ 第1話「もう一人いる」（2024年10月10日、BS日テレ） - 山崎 役
- ゴールデンカムイ -北海道刺青囚人争奪編- 第2話（2024年10月13日、WOWOW）
- 秘密〜THE TOP SECRET〜 第7話・第8話（2025年3月10日・17日、関西テレビ・フジテレビ） - 刑事 役[9]

### 配信ドラマ
- Huluオリジナルドラマ『デスノート NEW GENERATION』（2016年、Hulu） - 浦上衛

### CM
- 東京スター銀行『おまとめローン』
- NTTドコモ WEB「docomo id　ムービー」（2010年）
- NISSEN 新春新生活応援キャンペーン「写真（アパレル）」編「無限ループ（インテリア）」編（2015年）

### ナレーション
- Gree「GREE10周年記念ムービー」（2015年）

### DVD
- 「熱血硬派くにおくん」第4話/第5話（2013年）

### アプリ
- 戦国小町苦労譚 語絵巻 - カタリエマキ - - 竹中半兵衛 役[10]

### 舞台
- THE ワイルドパンチ 『パズル』（2003年）
- e-jackプロデュース 『ダーティーバード』（2006年）
- PU-PU-JUICE 第2回公演 『つばとみつ』（2006年） - 主演
- Pu-Pu-Clicquot Rose Labal　『THE EQUINOX』（2007年）
- PU-PU-JUICE 第3回公演 『マリッジ・ブループラネット』（2007年） - 主演
- PU-PU-JUICE 第5回公演 『R-18』（2008年） - 主演
- PU-PU-JUICE 第6回公演 『妄想協奏曲』（2008年） - 主演
- PU-PU-JUICE 第7回公演 『汚れたアヒル』（2009年）
- PU-PU-JUICE 第8回公演 『新・罪と罰』（2009年）
- PU-PU-JUICE 第9回公演 『パニ☆ホス』（2009年）
- PU-PU-JUICE 第10回公演 『結婚狂想曲』（2010年）
- シアタージャパンプロダクションズ『[祝宴] celebration』（2011年）
- PU-PU-JUICE 第11回公演 『奇跡の男』（2011年）
- RISU PRODUCE 『「ぼくはだれ」〜取調室での攻防2011』（2011年）
- PU-PU-JUICE 第12回公演 『汚れたアヒル』再演（2012年）
- RISU PRODUCE 『「ヤミ金融」〜欲と金に狂わされた大人達〜』（2012年） - 主演
- PU-PU-JUICE 第14回公演 『R-18』再演（2013年）
- PU-PU-JUICE 第16回公演 『パニ☆ホス』再演（2013年）
- PU-PU-JUICE 第17回公演 『奇跡の男』再演（2013年）
- PU-PU-JUICE 第17回公演 『田所千夏の大逆襲！』（2013年）
- PU-PU-JUICE 第19回公演 『青い十字架』（2013年） - 主演
- Nana Produce 『追憶』（2014年）
- RISU PRODUCE 『「ぼくはだれ」〜取調室での攻防2014』（2014年）
- PU-PU-JUICE 第20・21回本公演 『竜馬が生きる・竜馬を殺す』（2014年） - 主演
- 舞台 華の天羽組 -天京戦争編-powered byヒューマンバグ大学（2023年） - 五十嵐幸光[11]
- 『ブラック・ジャック』漫劇!! 手塚治虫 第5巻 The Fusion of Comics & Theater（2024年） - 主演[12]
- 舞台 京極の轍-京羅戦争編-powered byヒューマンバグ大学（2024年） - 五十嵐幸光[13]
- 一騎討ちProject 第7弾公演 舞台『オサエロ -2024-』（2024年） - 神田喜久雄[14]
- PU-PU-JUICE] 第30回公演『革命の家』（2025年）[15]
- PU-PU-JUICE 第31回公演『竜馬を殺す』（2025年）[16]

### MV
- miccie「YES」（2016年）[17]